# Hampton
Hampton (Гамптон) — з 1912 року англійський виробник автомобілів. Штаб-квартира розташована в місті Страуд. У 1933 році компанія припинила виробництво автомобілів.

## Заснування компанії та початок виробництва автомобілів
Бренд Hampton з'явився в Кінгс Нортон, Бірмігемі, у лютому 1912 року в ході злиття компаній Crowdy Ltd і однорічної Hampton Engineering Company, з них тільки перша мала трирічний досвід виготовлення автомобілів. Її молодша модель Crowdy 12/14HP, отримавши новий 1,7 л мотор з бічними клапанами замість колишнього двигуна від Davy Engineering, і лягла в основу новинки — Hampton 12/16HP. Через рік Вільям Педдон, засновник Hampton Engineering Company, конструює нову модель 8НР класу циклокарів. На новинку фірми був встановлений 2-циліндровий літровий двигун повітряного охолодження з V-подібним розташуванням циліндрів фірми Precision, головна передача приводилася в дію від коробки передач за допомогою ременя.

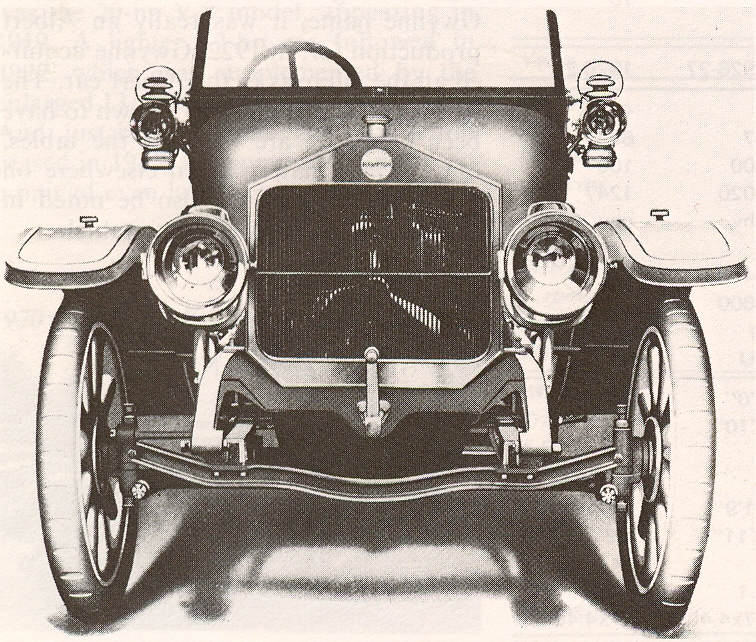
Hampton 10HP

У 1914 році Педдон виводить на ринок ще одну машину — 10НР з 1,25 л двигуном Chapuis-Dornier, на цей раз із рідинним охолодженням. Задній міст приводився в дію за допомогою кардана.

## Компанія Stroud Metall and Plating Company
З початком Першої світової виробництво автомобілів призупиняється, знову автомобілі почали сходити з потужностей фабрики в 1919 році. Компаньйоном Педдона став Чарльз Епперлі, тепер фірма називалася Stroud Metall and Plating Company, а виробничі потужності переїхали в Дабрідж. Однак автомобілі моделі 9.8НР і 11.9НР, що оснащувалися 1,5 і 1,8 л чотирициліндровими двигунами фірми Dorman, особливим попитом не користувалися. Фірма була передана у володіння своєму головному акціонеру і спонсору — Джону Деніелу, який перейменовує компанію в Hampton Engineering Company. Педдон був змушений покинути фірму, він перейшов у компанію Autocrat Light Car Company. Автомобілі серії 9.8НР/11.9НР мали таку ж колісну базу (2,73 м), як і найперша модель фірми. Але довжина кузовів, які тепер поставлялися фірмами Ross Engineering Company і Avon Motor Body Company зменшилася з майже 4 метрів до 3,5-3,8 м, у довоєнний час фірма виготовляла кузови самостійно. Підвіска, як і раніше, була на напівеліптичних ресорах спереду і 3/4-еліптичних ресорах ззаду. У цей період (1919—1920 роки) Педдон намагається привернути увагу до своєї продукції за допомогою спорту. Берті Маршалл отримує спортивну версію 11.9НР з 1,8 л мотором, який навіть виграє деякі етапи у своєму класі, виступаючи на гонках траси Брукландс, розвиваючи до 145 км/год. Але, завойовуючи призи, фірма приховувала правду, заявляючи в рекламі, що Маршалл нібито керував практично стандартним Hampton 11.9HP. Адже двигун був переналаштований на велику віддачу, а шасі і кузов були полегшені.

## Компанія Stroud Manufacturing Company Ltd
У 1923 році директором компанії стає Вільям Уілворд, який займав до цього цю посаду в автомобільній компанії Charron-Laycock. Директором з продажу став син зірки водевілю вікторіанської епохи Дана Лено — Джон Лено (це не родич сучасного шоу-мена і колекціонера автомобілів, американця Джей Лено). Не дивлячись на те, що фірма виробляла до 300 автомобілів на рік, тобто по машині в день. Справи йшли у неї не дуже добре, і вже через рік (у липні 1924 року) нові директори повинні були оголосити про реорганізацію компанії, тепер фірма називалася Stroud Manufacturing Company Ltd. Тоді ж була анонсована більша модель — Hampton 14HP з 1,5 л двигуном, що поставлявся компанією Meadows, оскільки Dorman відмовився поставляти агрегати через заборгованість. Коробка передач отримала тепер четверту передачу, підвіска ззаду також отримала напівеліптичні ресори, серед інших інновацій — гальма на всіх чотирьох колесах. Розміри кузова і шасі залишилися колишніми, однак кузови фірма стала виготовляти своїми силами.

## Компанія Hampton Cars (London) Ltd

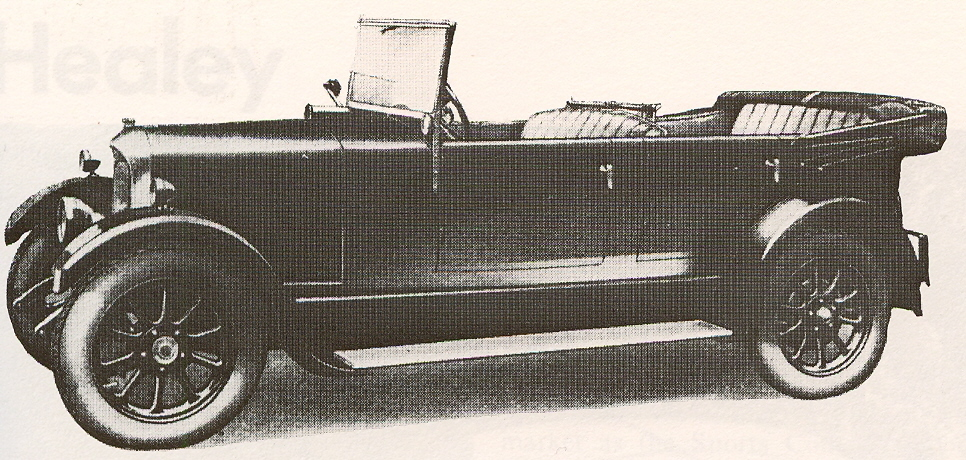
Hampton 12/40HP Touring

У 1925 році відбулося чергове банкрутство, і на чолі фірми з'явилися нові люди. Директором стає Джон Хаттон-Хілл, який перейменовує фірму в Hampton Cars (London) Ltd. Хаттон-Хілл переводить виробництво в меншу за розмірами фабрику, що знаходилася в Селсі-Хілл. З приходом нового керівника з'являється і найбільша модель за історію бренду — Hampton 3-Litre. Шестициліндровий двигун поставлявся колишнім партнером — Meadows, який продовжував поставляти і 1,5 л двигуни для моделі, яка тепер називалася 12/40НР. Крім цього, з'явилася і молодша модель 9НР з 1247-кубовим мотором. Шасі молодшої моделі було зменшено до 2,7 м у базі, але при цьому кузов досягав довжини в 3,5 м, як і у моделі 12/40НР.
У 1929 році з'являється модель 20НР, побудована на 3,05 м базі моделі 3-Litre. На цю модель встановлювався 6-циліндровий Meadows, об'ємом 2,4 л, оснащений здвоєним карбюратором «Зеніт». Також на шасі цієї машини випускалася ще і модель 8/18НР, оснащена восьмициліндровим 2,3 л мотором німецької фірми Röhr. Роблячи ставку на спортивний імідж, модель 12/40НР тепер можна було замовити й із механічним нагнітачем від «Рутс». Загалом п'ять років фірма жила стабільним життям, проте в 1930 році, у розпал кризи, справи пішли під укіс, і за ним послідувало чергове закриття.

## Компанія Safety Suspension Car Company та припинення виробництва автомобілів
Фірма перейменовується в Safety Suspension Car Company, у німецької фірми Röhr замовляються 100 шасі і 50 восьмициліндрових двигунів, об'ємом 2,5 л моделі Type R8, для складання моделі, яка отримала назву Hampton Eight. Ця німецька модель мала незалежну передню підвіску, підсилювач гальм, а також регульовані по висоті педалі зчеплення і гальм. Крім німецьких двигунів, було замовлено ще 50 двигунів у американської компанії Continental, що мали майже такий же об'єм, як німецькі мотори, — 2,4 л, але при шести циліндрах. Оснащувати їх планували чотириступінчастою трансмісією Warner. Машини з цими агрегатами називалися в каталогах як Empire Sportsman. Однак ця афера з німецько-американськими постачальниками не увінчалась успіхом. Виготовивши всього кілька дорогих автомобілів, бренд припинив своє існування в 1933 році.
До наших днів дійшло лише п'ять автомобілів з 1100 випущених автомобілів цієї марки.

## Список автомобілів Hampton
- 1912 — Hampton 12/16HP
- 1913 — Hampton 8HP
- 1914 — Hampton 10HP
- 1919 — Hampton 9.8HP
  - Hampton 11.9HP
- 1924 — Hampton 14HP
- 1925 — Hampton 3-Litre
  - Hampton 12/40HP
  - Hampton 9HP
- 1929 — Hampton 20HP
  - Hampton 8/18HP
- 1930 — Hampton Eight
  - Hampton Empire Sportsman